# Oonopoides
Oonopoides là một chi nhện trong họ Oonopidae.